# HMS Olympus (S12)
Pour les autres navires du même nom, voir HMS Olympus.
Le HMS Olympus (pennant number : S12) est un sous-marin britannique de classe Oberon de la Royal Navy.

## Conception
La classe Oberon était une suite directe de la classe Porpoise, avec les mêmes dimensions et la même conception externe, mais des mises à jour de l'équipement et des accessoires internes, et une qualité d'acier supérieure utilisée pour la fabrication de la coque pressurisée.
Conçus pour le service britannique, les sous-marins de classe Oberon mesuraient 241 pieds (73 m) de longueur entre perpendiculaires et 295,2 pieds (90 m) de longueur hors-tout, avec un maître-bau de 26,5 pieds (8,1 m) et un tirant d'eau de 18 pieds (5,5 m). Le déplacement standard était de 1 610 tonnes ; à pleine charge, il était de 2 030 tonnes en surface et 2 410 tonnes en immersion. Les machines de propulsion comprenaient 2 générateurs diesel Admiralty Standard Range 16 VTS et deux moteurs électriques de 3000 chevaux-vapeur (2 200 kW), chacun entraînant une hélice tripale de 7 pieds (2,1 m) de diamètre allant jusqu'à 400 tours par minute. La vitesse maximale était de 17 nœuds (31 km/h) en immersion et de 12 nœuds (22 km/h) en surface. Huit tubes lance-torpilles de 21 pouces (533 mm) étaient installés, six tournés vers l'avant, deux vers l'arrière, avec une dotation totale de 24 torpilles. Les bateaux étaient équipés de sonars de type 186 et de type 187 et d'un radar de recherche de surface en bande I. L'effectif standard était de 68 hommes, 6 officiers et 62 marins.

## Engagements
Le HMS Olympus a été construit par Vickers-Armstrongs à Barrow-in-Furness. Sa quille a été posée le 4 mars 1960, et il a été lancé le 14 juin 1961. Il a été mis en service dans la Royal Navy le 7 juillet 1962. En septembre 1967, le HMS Olympus faisait partie des navires envoyés à la recherche d’un Breguet Atlantic de la marine française tombé en mer, qui opérait à partir de la base aérienne de RAF Kinloss.
En avril 1982, le HMS Olympus a quitté HMNB Devonport. On croyait à l’époque qu’il avait été déployé dans l’Atlantique Sud pendant la guerre des Malouines. En fait, pendant toute la durée du conflit des Malouines, le HMS Olympus a participé à des exercices de l’OTAN au large des côtes écossaises.
Le HMS Olympus a terminé un carénage de deux ans à Devonport en juillet 1982, étant équipé d’un nouvel aileron en aluminium et d’un sas pour 5 hommes facilitant l’évacuation du sous-marin et l’entrée des nageurs de combat des forces spéciales. Après le carénage, il rejoint la première flottille de sous-marins basée à Gosport,. En 1986, le HMS Olympus est apparu dans le jeu télévisé britannique populaire de Channel 4 Treasure Hunt. Après avoir être allée à la rencontre du sous-marin à quelques kilomètres du Plymouth Sound, la présentatrice Anneka Rice a regardé depuis l’hélicoptère de l’émission le HMS Olympus faire surface, avant d’atterrir sur son pont et de recevoir le deuxième indice de l’épisode de la part du capitaine du navire, le lieutenant commander John Tuckett.
Retiré du service dans la Royal Navy, le HMS Olympus a été vendu aux forces armées canadiennes en 1989. Il était stationné comme navire-école non opérationnel à Halifax, en Nouvelle-Écosse,. Le navire n’a jamais été mis en service au Canada et a été remis aux biens de la Couronne pour aliénation le 27 avril 2000.
En mai 2005, le Chronicle Herald de Halifax a annoncé que le Commandement maritime (MARCOM) cherchait à vendre le HMS Olympus et trois autres Oberon canadiens à la ferraille. Marcom a déclaré que les sous-marins n’étaient pas en état approprié pour être utilisés comme navires musées (malgré un appel lancé en 2002 pour qu’il retourne à son lieu de naissance, à Barrow-in-Furness, pour y être exposé) et a prévu que chaque sous-marin se vendrait entre 50 000 et 60 000 dollars canadiens.
En juillet 2011, le HMS Olympus a commencé son voyage depuis Halifax jusqu’à un parc à ferrailles (International Marine Salvage) à Port Maitland (Ontario). Le sous-marin y est arrivé le 28 juillet pour être démoli.